# Сільвіо Аппіані (стадіон)
Стадіон «Сільвіо Аппіані» (італ. Stadio Silvio Appiani) — футбольний стадіон у Падуї, розташований в районі Прато-делла-Валле. Це була домашня арена клубу «Падова» з 1924 по 1994 ріку, коли був відкритий новий стадіон «Еуганео».
Стадіон отримав свою назву на честь гравця «Падови» Сільвіо Аппіані, який загинув на війні у 1915 році у віці 21 року. Стадіон був відомий як «лігво левів» через близькість ігрового майданчика до глядачів. Стадіон частково знаходиться на території церкви Милосердя, і її монастиря.

## Історія
Будівництво стадіону почалось 2 серпня 1921 року за наказом муніципальної ради міста Падуя і арена була відкрита три роки по тому, а саме 19 жовтня 1924 року перед матчем «Падова»-«Андреа Дорія» (6-1).
Футбольний клуб «Падова» провів на стадіоні найкращі моменти у своїй історії, зокрема матч проти «Торіно» (20 лютого 1949, за три місяці до катастрофи на Суперзі, який закінчився 4:4) і незабутній сезон 1957/58 на чолі з Нерео Рокко, який закінчився на 3-му місці в турнірній таблиці Серії А за «Ювентусом» і «Фіорентиною».
Максимальна кількість відвідувачів на стадіоні була зафіксована в 1983 році на матчі Кубка Італії «Падуя»-«Мілан», який прийшло подивитись 25.346 глядачів..
Також на арені 22 жовтня 1977 року пройшов матч з регбі, в якому зіграли гравці італійського чемпіонату проти збірної Нової Зеландії.
Також у сімдесятих і вісімдесятих роках на стадіоні грала жіноча футбольна команда «Гамма 3 Падова».
«Падова» офіційно покинула арену 29 травня 1994 року, після свого останнього матчу проти «Палермо» (0:0), загалом провівши на стадіоні 73 роки своєї історії.
В подальшому стадіон став використовуватись для матчів молодіжної команди «Падова», а 2009 року там також стала проводити домашні матчі Аматорська команда Поліспортіва Сан-Пресаріо, заснована в 2007 році.
В 2009 році було прийнято рішення реконструювати стадіон, зокреа знесення частини Східної Трибуни. Нова місткість стадіону складе близько 2000 місць.
27 серпня 2012 року на стадіоні пройшов перший офіційний матч після відкриття в рамках першого туру Серії D між «Сан-Паоло Падова» і «Тріссіно-Вальданьо» (1:2).